# Vasaborg

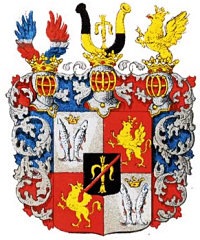
El escudo de armas de Vasaborg.

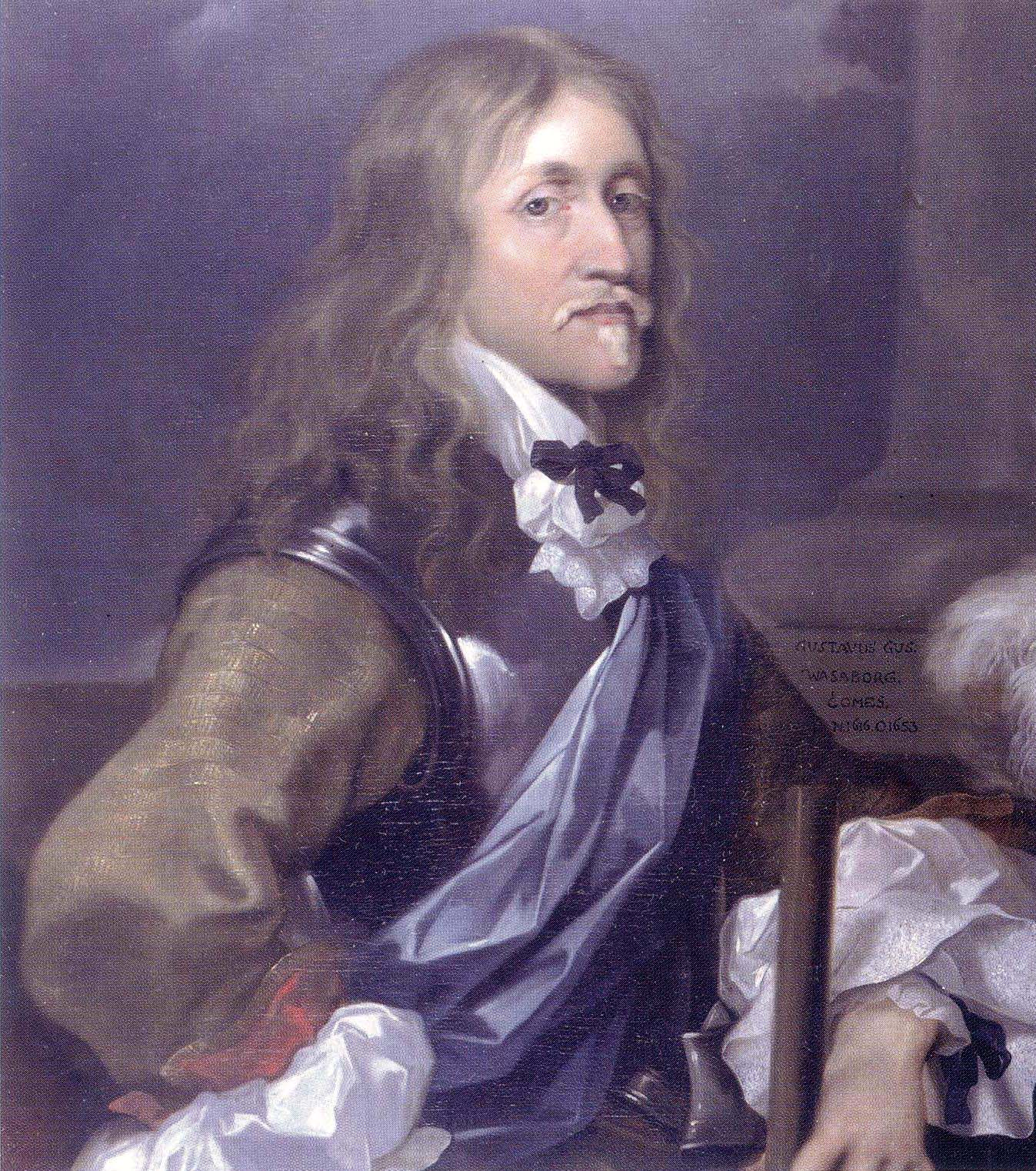
Retrato de Gustavo Gustavsson.

Vasaborg era una familia noble de Suecia y una rama de la Casa de Vasa.

## Orígenes
El rey Gustavo II Adolfo de Suecia tuvo un hijo ilegítimo llamado Gustavo Gustavsson, quien en 1637 fue ennoblecido con el nombre de Vasaborg, haciéndose eco de la Casa de Vasa de su padre.
La reina Cristina de Suecia elevó a su hermanastro ilegítimo a la dignidad de un condé cuando le entregó el Condado de Nystad en 1647. Él y su familia estaban registrados en la Casa de los Caballeros de Suecia como su sexta familia condal. La esposa del condé Gustavo era la condesa Ana Sofia de Wied-Runkel.
El escudo de armas de Vasaborg representaba un fajo de heno, representando los brazos de Vasa, cruzado por una curva diagonal siniestra, que indicaba los orígenes ilegítimos de Gustavo.
La familia de Vasaborg vivió principalmente en las nuevas posesiones suecas de Baja Sajonia, donde recibió varias propiedades. Su asiento estaba en Wildeshausen, que fue recibido por el primer Condé después de la Paz de Westfalia en 1648.

### El segundo conde de Nystad
El segundo condé de Nystad, Gustaf Adolf de Vasaborg (1653-1732), fue un teniente coronel. Su esposa fue la condesa Angélica Catalina de Leiningen-Westerburg. En 1679, tras el Tratados de Nimega, Suecia empeñó el señorío de Wildeshausen al Príncipe-Obispo de Münster a cambio de un préstamo de 100.000 Riksdaler. Suecia perdió el condado en 1721, y el segundo condé se sometió al rey Jorge I de Gran Bretaña.

### Línea Stralenheim-Vasaborg

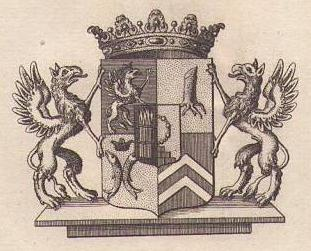
Escudo de los Stralenheim-Wasaburg.

La línea masculina de la casa de Vasaborg se extinguió en 1754 con la muerte del tercer condé, Jorge Mauricio de Vasaborg (1678-1754). También fue el último descendiente masculino de la Casa de Vasa. Su hermana restante y la última portadora oficial de su apellido, la condesa Enriqueta Polyxena (1696-1777) murió en 1777.
Sin embargo, dos descendientes de Vasaborg sobrevivieron: los hijos de la difunta hermana de Jorge Mauricio, la condesa Sofía Isabel Cristina de Vasaborg (1694-1736?) y su esposo, el Conde Henning von Stralenheim (1663-1731), el gobernador general en algún momento de Zweibrücken. Estos descendientes fueron su hija Catalina Sofía (1717-64), quien se casó con el barón Eric Sparre (1700-42), Señor de Forbach en Lorena; y su hijo el conde Henning Gustavo (1719-1787).
Con el desvanecimiento de la línea de Vasaborg, Henning Gustavo von Stralenheim, adoptó y comenzó a usar ambos nombres, típicamente escritos en Alemania como "Condé von Stralenheim-Wasaburg". Se casó con la baronesa Caroline von Esebeck y sus hijos que continuaron con el nombre de Vasaborg, cuya línea masculina se extinguió en 1872 y la línea femenina todavía existe.
En 1777, el rey Gustavo III de Suecia prohibió a su primo lejano Henning Gustavo usar el nombre y nombre sueco Vasaborg, debido al orgullo del rey por su propia ascendencia de línea femenina de la dinastía real Vasa. Debido a que Vasaborg estaba fuera de los dominios suecos, y el Sacro Imperio Romano Germánico le otorgó el rango y los títulos comitales (condales) de la casa, esta declaración real sueca tuvo muy poco efecto en la realidad. Los recuentos extranjeros y los listados de nobleza continuaron usando el nombre Stralenheim-Wasaburg.
De los hijos del conde Henning Gustavo, su hija Cristiana Louisa (1783-1857) se casó con el conde sueco Charles Adam Lewenhaupt (1760-1821) y dejó descendientes en Suecia. El hijo mayor de Henning Gustavo, el condé Heinrich Gustavo (1766-1818), vivía en Baviera; su hijo del medio, el condé Carlos Augusto (1780-1842), en Francia, donde residen sus descendientes. El hijo menor, el conde Carlos Andrés Mauricio (1810-72), fue el último condé masculino de la línea Stralenheim-Wasaburg y solo dejó hijas.